# Арендт, Андрей Андреевич
Андрей Андреевич Арендт (1890—1965) — основоположник советской детской нейрохирургии. Основная заслуга А. А. Арендта — выделение детской нейрохирургии в СССР в отдельную специальность.

## Биография
Родился 6 (18) ноября 1890 года в Симферополе, в дворянской семье. Его прапрадед Николай Фёдорович Арендт был лейб-медиком Николая I.
В 1909 году окончил Симферопольскую мужскую казённую гимназию и поступил на медицинский факультет Императорского Харьковского университета. В 1915 году получил звание лекаря и несколько лет работал в ординатуре факультетской хирургической клиники у профессора Н. П. Тринклера. По окончании Гражданской войны вернулся в Симферополь.
В 1921—1926 гг. работал старшим ассистентом госпитальной хирургической клиники Крымского университета у профессора М. М. Дитерихса.
В 1927 году переехал в Москву, где в следующем году стал работать научным сотрудником госпитальной хирургической клиники Московского университета у профессора Н. Н. Бурденко.
После образования в 1932 году по инициативе Н. Н. Бурденко и В. В. Крамера Центрального нейрохирургического института, вся дальнейшая научная деятельность А. А. Арендта была связана с этим учреждением. Начав с должности научного сотрудника, он стал затем заведующим отделением, главным врачом и заместителем директора по научной работе. В 1937 году ему была присуждена учёная степень кандидата медицинских наук (без защиты диссертации). Когда в 1938 году в институте была основана кафедра нейрохирургии он стал совмещать лечебную работу с преподавательской деятельностью.
В 1941—1942 гг. Арендт работал ведущим хирургом тылового госпиталя на тысячу коек в Казани; с 1943 года — доцент кафедры нейрохирургии, а с 1946 года до конца жизни был заведующим этой кафедрой. В этом же году он защитил докторскую диссертацию «Гидроцефалия и её хирургическое лечение» (его единственная монография). В её основу был положен анализ 92-х оперированных случаев гидроцефалии, преимущественно у детей и подростков; Арендт предложил оригинальную классификацию гидроцефалии, в которой «стремился исчерпать все имеющиеся её формы и в то же время подчеркнуть частоту смешанных форм водянки, когда нарушение циркуляции сочетается с нарушением резорбции ликвора».
В 1947 году он одним из первых среди сотрудников Института нейрохирургии получил звание профессора по специальности «нейрохирургия».
В 1951 году А. А. Арендт стал заместителем редактора журнала «Вопросы нейрохирургии». В 1956 году он был избран председателем научного общества нейрохирургов Москвы и Московской области.
Умер 3 мая 1965 года от рака желудка; был похоронен на Новодевичьем кладбище (6 уч. 18 ряд). Рядом с ним похоронена жена. 
С 1917 года женат на актрисе Евгении Григорьевне Андреевой-Арендт (1894—1980).